# Арка Августа (Аоста)

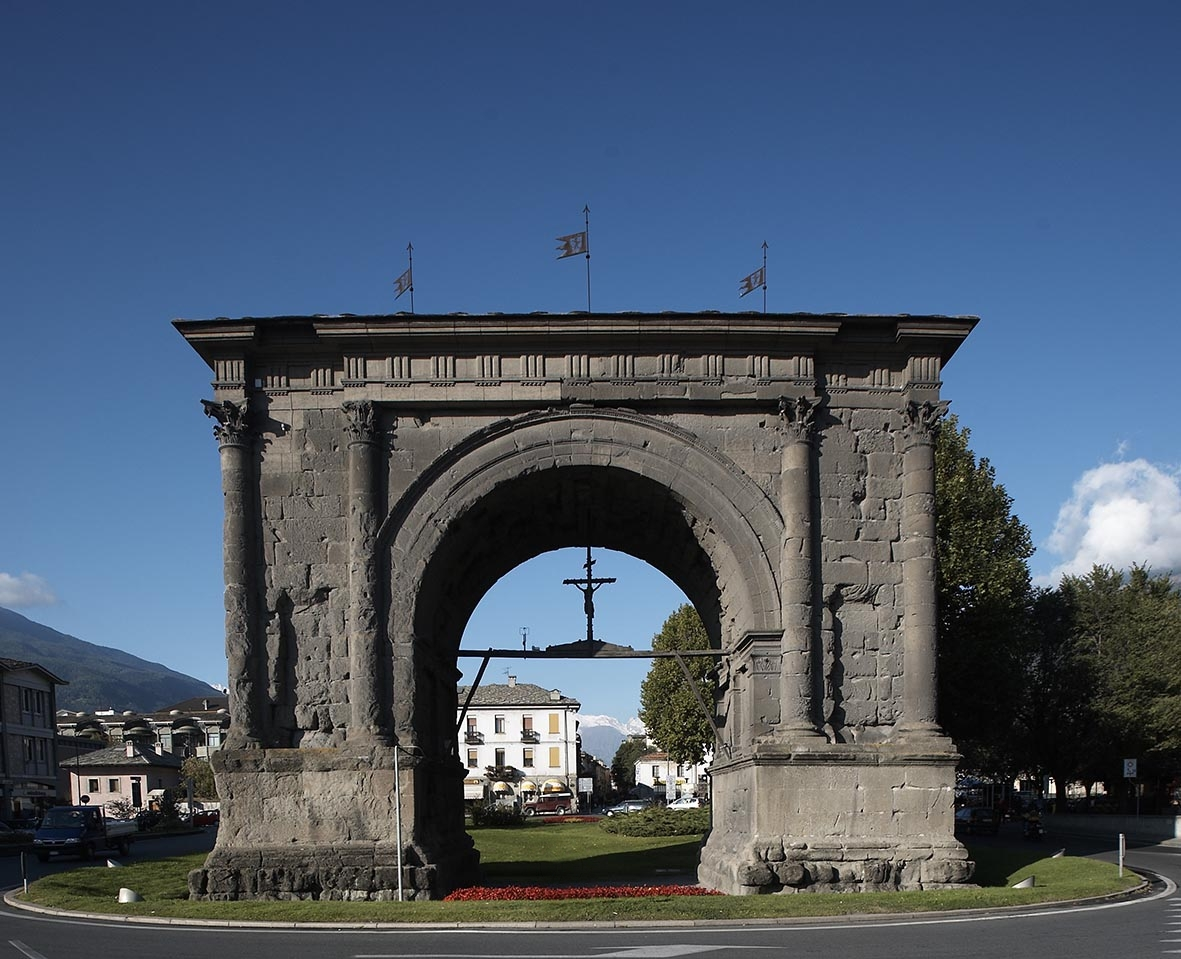
Арка Августа, восточный фасад

Почётная арка Августа (итал. Аrco d'Augusto, фр. Arc d'Auguste) — античный памятник в городе Аоста, Италия.
Её воздвиг в 25 г. до н.э. Авл Теренций Варрон Мурена в честь победы над племенем салассов. 
Арка расположена на оси декумануса максимуса римской колонии лат. Augusta Prætoria Salassorum (ныне Аоста), близ восточных городских ворот (лат. Porta Prætoria).

## Описание
Арка построена из конгломерата, имеет цилиндрический свод высотой 11,4 м (на уровне замкового камня). 
Арка по периметру обрамлена десятью полуколоннами коринфского ордера, тогда как триглифы антаблемента арки относят его к дорическому ордеру.
В Средневековье сооружение стали называть фр. Saint-Voût. Значение этого названия до сих пор неизвестно: либо святое лицо, либо святое пожертвование.
В XII веке внутри арки был обустроен жилой дом, а в 1318 году в ней было оборудовано небольшое укрепление для корпуса арбалетчиков. В 1716 году из-за многочисленных протечек,  поставивших под угрозу целостность памятника, аттик, который ранее венчал арку, был заменен шиферной крышей.
Современный внешний вид арки является результатом восстановительных работ 1912 года под руководством Эрнесто Скьяпарелли.
Деревянное распятие, установленное под сводом арки, — копия того, которое появилось там в 1449 году как подношение Господу в благодарность за защиту города при катастрофическом разливе потока Бютье́ (фр. Buthier), протекающего в нескольких метрах от арки.